# Asian Chess Club Champions League
Asian Chess Club Champions League, także Asian Club Chess Cup – rozgrywki organizowane dla azjatyckich klubów szachowych.

## Historia
Pierwsza edycja turnieju odbyła się w 2008 roku w Al-Ajn i uczestniczyło w niej 30 klubów, w których łącznie grało 30 arcymistrzów. Zwyciężył Al-Ain Chess Club. Druga edycja została rozegrana w roku 2014 również w Al-Ajn, najlepszym spośród ośmiu uczestników został Petroleum SPB. W 2017 roku turniej rozegrano w Hikkaduwie. Rywalizowało w nim pięć drużyn, wygrała Saipa Teheran. Edycja edycja sezonu 2025 odbyła się w Chanty-Mansyjsku, co było możliwe w związku z przejściem Rosji do Azjatyckiej Federacji Szachowej dwa lata wcześniej. Wygrał wówczas KPRF Moskwa.

## Medaliści
| Sezon | Miejsce         | 1. miejsce          | 2. miejsce                        | 3. miejsce                   | Źródło |
| ----- | --------------- | ------------------- | --------------------------------- | ---------------------------- | ------ |
| 2008  | Al-Ajn          | Al-Ain Chess Club A | Qi Yuan Club                      | Fajr-e-Shams-e-Atieh Teheran | [ 1 ]  |
| 2014  | Al-Ajn          | Petroleum SPB       | Philippines Tagaytay Chess Club   | Tokkata – Kazakhstan         | [ 3 ]  |
| 2017  | Hikkaduwa       | Saipa Teheran       | Saif SC                           | Sydney Chess Club            | [ 4 ]  |
| 2025  | Chanty-Mansyjsk | KPRF Moskwa         | Jugorskaja szachmatnaja akademija | Airports Authority of India  | [ 7 ]  |